# Camperdown
Camperdown (3 165 habitants) est une ville de l’État de Victoria à 194 km au sud-ouest de Melbourne.
Elle doit son nom à Adam Duncan, premier vicomte de Camperdown et vainqueur des Hollandais à la bataille de Camperdown du 11 octobre 1797.
La ville vit essentiellement du tourisme.